# Água Doce do Norte
Água Doce do Norte – miasto i gmina w Brazylii, w stanie Espírito Santo. Znajduje się w mezoregionie Noroeste Espírito-Santense i mikroregionie Barra de São Francisco.